# Nuoto ai campionati europei di nuoto 2022 - 200 metri farfalla maschili
La gara dei 200 metri farfalla maschili dei campionati europei di nuoto 2022 si è svolta il 15 e il 16 agosto 2022. Al mattino del 15 agosto si sono svolte le batterie e nel pomeriggio le semifinali, mentre la finale si è disputata nel pomeriggio del 16 agosto.

## Podio
| Pos.    | Atleta           | Nazione  |
| ------- | ---------------- | -------- |
| Oro     | Kristóf Milák    | Ungheria |
| Argento | Richárd Márton   | Ungheria |
| Bronzo  | Alberto Razzetti | Italia   |

## Record
Prima della manifestazione il record del mondo (RM), il record europeo (EU) e il record dei campionati (RC) erano i seguenti.
|  | 1'50"34 | Kristóf Milák | 21 giugno 2022 Budapest |
|  | 1'50"34 | Kristóf Milák | 21 giugno 2022 Budapest |
|  | 1'51"10 | Kristóf Milák | 19 maggio 2021 Budapest |

Durante la competizione non sono stati migliorati record.

## Risultati

### Batterie
| Pos. | Batteria | Corsia | Atleta                | Nazionalità | Tempo       | Note |
| ---- | -------- | ------ | --------------------- | ----------- | ----------- | ---- |
| 1    | 3        | 4      | Kristóf Milák         | Ungheria    | 1'54"97     | Q    |
| 2    | 2        | 5      | Alberto Razzetti      | Italia      | 1'55"44     | Q    |
| 3    | 1        | 3      | Richárd Márton        | Ungheria    | 1'55"49     | Q    |
| 4    | 3        | 3      | Giacomo Carini        | Italia      | 1'55"57     | Q    |
| 5    | 1        | 4      | Federico Burdisso     | Italia      | 1'56"10     |      |
| 6    | 1        | 5      | Krzysztof Chmielewski | Polonia     | 1'56"19     | Q    |
| 7    | 1        | 2      | Ondřej Gemov          | Rep. Ceca   | 1'57"32     | Q    |
| 8    | 3        | 2      | Antonino Faraci       | Italia      | 1'57"54     |      |
| 9    | 3        | 1      | Dávid Verrasztó       | Ungheria    | 1'57"65     |      |
| 10   | 2        | 3      | Kregor Zirk           | Estonia     | 1'57"91     | Q    |
| 11   | 3        | 6      | Denys Kesil           | Ucraina     | 1'57"97     | Q    |
| 12   | 2        | 7      | Arbidel González      | Spagna      | 1'58"08     | Q    |
| 13   | 2        | 4      | Noè Ponti             | Svizzera    | 1'58"09     | Q    |
| 14   | 2        | 6      | Michał Chmielewski    | Polonia     | 1'58"11     | Q    |
| 15   | 1        | 6      | Jan Zubik             | Polonia     | 1'58"32     |      |
| 16   | 3        | 5      | Antani Ivanov         | Bulgaria    | 1'58"87     | Q    |
| 17   | 1        | 1      | Adrian Jaśkiewicz     | Polonia     | 1'58"96     |      |
| 18   | 2        | 8      | Marius Toscan         | Svizzera    | 1'59"11     | Q    |
| 19   | 1        | 7      | Petar Mitsin          | Bulgaria    | 1'59"40     | Q    |
| 20   | 2        | 2      | Mason Wilby           | Regno Unito | 1'59"85     | Q    |
| 21   | 3        | 7      | Joan Lluís Pons       | Spagna      | 1'59"97     | Q    |
| 22   | 3        | 8      | Apostolos Siskos      | Grecia      | 2'00"85     |      |
| 23   | 2        | 1      | Jon Jøntvedt          | Norvegia    | 2'01"67     |      |
| 24   | 1        | 8      | Richard Nagy          | Slovacchia  | 2'02"83     |      |
| 25   | 3        | 0      | Liam Custer           | Irlanda     | 2'06"66     |      |
| 26   | 1        | 0      | Alessandro Rebosio    | San Marino  | 2'09"69     |      |
| DNS  | 2        | 0      | Finn McGeever         | Irlanda     | Non partito |      |

### Semifinali

#### Semifinale 1
| Pos. | Corsia | Atleta           | Nazionalità | Tempo   | Note |
| ---- | ------ | ---------------- | ----------- | ------- | ---- |
| 1    | 4      | Alberto Razzetti | Italia      | 1'55"18 | Q    |
| 2    | 2      | Noè Ponti        | Svizzera    | 1'55"28 | Q    |
| 3    | 5      | Giacomo Carini   | Italia      | 1'55"61 | Q    |
| 4    | 6      | Denys Kesil      | Ucraina     | 1'56"81 | Q    |
| 5    | 3      | Ondřej Gemov     | Rep. Ceca   | 1'57"67 |      |
| 6    | 7      | Antani Ivanov    | Bulgaria    | 1'57"90 |      |
| 7    | 8      | Joan Lluís Pons  | Spagna      | 1'59"18 |      |
| 8    | 1      | Petar Mitsin     | Bulgaria    | 1'59"39 |      |

#### Semifinale 2
| Pos. | Corsia | Atleta                | Nazionalità | Tempo   | Note |
| ---- | ------ | --------------------- | ----------- | ------- | ---- |
| 1    | 4      | Kristóf Milák         | Ungheria    | 1'53"97 | Q    |
| 2    | 5      | Richárd Márton        | Ungheria    | 1'55"36 | Q    |
| 3    | 3      | Krzysztof Chmielewski | Polonia     | 1'55"68 | Q    |
| 4    | 6      | Kregor Zirk           | Estonia     | 1'56"43 | Q    |
| 5    | 2      | Arbidel González      | Spagna      | 1'57"42 |      |
| 6    | 7      | Michał Chmielewski    | Polonia     | 1'57"76 |      |
| 7    | 1      | Marius Toscan         | Svizzera    | 1'58"81 |      |
| 8    | 8      | Mason Wilby           | Regno Unito | 1'59"45 |      |

### Finale
| Pos. | Corsia | Atleta                | Nazionalità | Tempo   | Note |
| ---- | ------ | --------------------- | ----------- | ------- | ---- |
|      | 4      | Kristóf Milák         | Ungheria    | 1'52"01 |      |
|      | 6      | Richárd Márton        | Ungheria    | 1'54"78 |      |
|      | 5      | Alberto Razzetti      | Italia      | 1'55"01 |      |
| 4    | 2      | Giacomo Carini        | Italia      | 1'55"17 |      |
| 5    | 3      | Noè Ponti             | Svizzera    | 1'55"26 |      |
| 6    | 8      | Denys Kesil           | Ucraina     | 1'55"80 |      |
| 7    | 1      | Kregor Zirk           | Estonia     | 1'55"80 |      |
| 8    | 7      | Krzysztof Chmielewski | Polonia     | 1'56"43 |      |